# История на Видин
Видин е град с 23-вековна история.

## Наименование
В района на днешния град през вековете възникват поселения, чиито имена се свързват с него: Дунония (название на келтски език, около ІІІ в. пр.н.е.); Дий или Донавия (на тракийски език); Бонония (на латински); Бишитери, Кираденум (неизвестен произход на наименованията);Бъдин или Бдин (на среднобългарски, VII – XI в.); Видини (на средногръцки); Будин (на маджарски); Видин (на османски, към 1569), а също така и производните от тях и срещани в различни източници Бидин, Бодин, Пидин, Бичин, Бондан, Бънин, Будим, Бодин, Ведин.
Първото селище на мястото на днешния град е основано от келтите през III век пр.н.е., които го нарекли Дунония (високо и укрепено място). След римската колонизация на Балканите римляните укрепват мястото и изграждат крепостта Бонония. Българите наричат града Бдин, а византийците – Видини.

## Праистория
Археологически находки от Видинска област свидетелстват за живот по тези земи още през старокаменната епоха. Находки от тази епоха има в пещерата Миризливка до село Орешец, Белоградчишко. Тя е от най-ранно обитаваните от първобитния човек пещери в България, а видинските учители Лазар Филков и Васил Атанасов през 1929 година правят първите проучвания в нея, продължени през 1931 година под ръководството на Рафаил Попов от Архелогическия музей в София. Следи от обиталища са открити и в Лепина Печ, Попова печ, Пеещата пещера до село Каленик и Рабишката пещера Магурата. Селище от епохата на енеолита е открито на 1.5 км северозападно от Видин до бившата керамична фабрика

## Римска крепост
По време на Римската империя е сред главните градове на провинция Горна Мизия, обхващаща земи от днешна Северозападна България и Източна Сърбия.

## Българска крепост
Според едно изследване името на града произхожда от името на Крумовия син хан Будим и е еднокоренно с произхода на названието на Будапеща.

## Видинско царство
По време на Втората българска държава цар Иван Александър поверява управлението на Видинското деспотство на сина си от първата съпруга влахинята Теодора Басараб Иван Срацимир, като го коронясва за цар, който се отделя от Търновското царство и създава Бъдинското (Видинското) царство, което по-късно е покорено от османските турци.

## Османско владичество
През 1444 г. Видин е обсаждан от Владислав Варненчик, а през 17 и 18 в. е превземан от австрийците, нападан от унгарците и румънците. Цар Иван Срацимир има сестра Доротея Българска, женена за Твърдко I; негова съпруга е Анна Басараб, чиято сестра Анка Басараб е женена за неговия първи братовчед и цар на Душановото царство Стефан Урош V.
Като част от Османската империя, Видин е важен административен и икономически център (пашалък). За известно време Видин е управляван фактически самостоятелно, когато Осман Пазвантоглу е бил владетел на Видинско – от 1798 до 1807 г. В 1806 г. бившият еничар Осман Пазвантоглу затваря няколкостотин миряни и свещеници от Видин и околността, воглаве с владиката Калиник в църквата св. Петка и ги изколва пред олтара.  Градът е център на въстания през 1773 и 1850 г.
В 1806 г. бившият еничарин Осман Пазвантоглу затваря няколкостотин миряни и свещеници от Видин и околността, во главе с владиката Калиник в църквата св. Петка и ги изколва пред олтара. 

## След Освобождението
Обсадата на Видин по време на Сръбско-българската война от 1885 година завършва с успех за българите, които отбиват всички пристъпи на сръбската армия.
По време на колективизацията в града е създадено Трудово кооперативно земеделско стопанство „Петолъчка“. По това време, през 1950-1952 година, 57 семейства (173 души) от града са принудително изселени от комунистическия режим.